# Tyranniscus
Tyranniscus és un gènere de petits ocells de la família dels tirànids (Tyrannidae). Agrupa tres espècies natives de Colòmbia, Equador, Perú i Veneçuela.

## Taxonomia
El gènere Tyranniscus va ser introduït el 1860 pels ornitòlegs alemanys Jean Cabanis i Ferdinand Heine per donar cabuda a una única espècie, Tyrannulus nigricapillus, el tiranet capnegre, que havia estat descrita formalment per primera vegada el 1845 per l'ornitòleg francès Frédéric de Lafresnaye. El nom del gènere és un diminutiu del grec antic «τυραννος (turannos)» que significa “tirà”.
Aquestes espècies es van situar anteriorment al gènere Phyllomyias. Un gran estudi filogenètic molecular de Michael Harvey et al. publicat el 2020 va trobar que el gènere Phyllomyias era parafilètic. Com a part de la reorganització per crear gèneres monotípics, es va ressuscitar el gènere Tyranniscus per contenir les tres espècies següents:
- Tyranniscus nigrocapillus - tiranet capnegre.
- Tyranniscus cinereiceps - tiranet de cap cendrós.
- Tyranniscus uropygialis - tiranet de carpó rovellat.

El Manual dels Ocells del Món i Birdlife International encara no han acceptat aquest canvi i les espècies segueixen dins el gènere Phyllomyias.